# 内川 (栃木県)
内川（うちかわ）は、栃木県矢板市の八方ヶ原を源流とし、同市およびさくら市を流れて同市喜連川および葛城の境界部で荒川に合流する那珂川水系の河川である。

## 地理
内川は、栃木県矢板市の八方ヶ原に源を発し、中川、宮川、天沼川、金精川、簗目川など高原山東麓の水を集めながら矢板市を南東に流れ、さくら市喜連川および葛城の境界部で荒川に合流する。
上流には八方ヶ原、栃木県民の森、寺山ダム、塩田ダムがある。支流のひとつ金精川では、清流を利用した鱒の養殖が行われている。
矢板市川崎付近の支川宮川の下流域右岸の断崖状の丘陵地には中世城郭の川崎城があり、宮川は川崎城の天然の水堀として機能していた。

## 治水
近年見られた内川流域の増水として、昭和61年8月の台風10号による降雨で内川橋観測所1箇所における警戒水位突破、また平成10年8月末豪雨（那須豪雨）、および平成14年7月の梅雨前線豪雨および台風6号による降雨で内川橋観測所および京町橋観測所の2箇所における警戒水位突破が見られている。
内川の荒川合流点での計画高水流量を毎時900立方メートルとした内川の河川整備はほぼ完成している。支川宮川および中川についても、昭和40年度から河川整備に着手されており、宮川上流には昭和59年度に寺山ダムが完成している。
また、さくら市の内川と荒川の合流部には内川防災ステーションが設置され、通常は河川に関する学習の場、文化情報発信の場、住民のコミュニケーションの場として使用される一方、水害時には対策基地となり、資材の搬出入や防災ヘリコプターの離着陸場として機能し、また緊急避難場所としての役割も果たすことになっている。

## 利水
内川の河川水は、流域の水田などの灌漑用水として利用されており、そのかんがい面積は740ヘクタールに及ぶ。最近10年間（平成7年から同16年までの10年間）の内川橋観測所における内川の平均流量は毎秒2.72立方メートル、平均渇水流量は毎秒1.64立方メートルである。

## 水質
内川の水質は、最近10年間（平成7年度から同16年度の10年間）の内川の環境基準点である旭橋におけるBOD70%値が基準を上回る年があるものの、ほぼ毎年低下傾向にある。

## 支流
- 宮川
  - 簗目川
- 中川
  - 天沼川
- 金精川
- 木ノ芽沢
  - 東トンボ沢
  - 西トンボ沢

## 河川施設
- 寺山ダム（宮川）
- 塩田ダム（簗目川）

## 参考資料
1. 1 2  県別マップル9「栃木県　道路地図」（昭文社）
2. ↑  JLogos「関東地方＞栃木県＞川崎城」
3. 1 2 3 4 5 6  一級河川 栃木県' 栃木県「一級河川 那珂川水系 荒川圏域河川整備計画」（平成18年3月）